# Эльмаддин
Эльмаддин, Аламуддин, азер.Elməddin (араб.علم الدين, «Наука веры») — мусульманское мужское имя популярное в Азербайджане.
- Эльмаддин Алибейзаде — учёный тюрколог из Института литературы им. Низами.
- Аламуддин аль-Ханифи (1178—1251) — египетский математик и астроном.
- Рабих Аламеддин (анг. Rabih Alameddine) — современный американско-ливанский художник и писатель.